# Casa de Edward Hamlin Everett
La casa de Edward Hamlin Everett es una mansión de estilo Beaux-Arts de 1915 ubicada justo al lado de Dupont Circle, en 1606 23rd St., NW en Washington D. C. (Estados Unidos). Hoy es la Residencia del Embajador de Turquía.

## Historia
El edificio, de estilo Beaux-Arts, fue construido entre 1910 y 1915 para Edward Hamlin Everett, un millonario embotellador. La compañía de Everett, The American Bottle Company, se fusionó con Corning para convertirse finalmente en Owens Corning. Antes del crac del 29, su riqueza estimada era de entre 40 y 50 millones de dólares. Everett también era dueño de Château de l'Aile en Suiza y The Orchards, su residencia de verano en Bennington, Vermont, que también fue diseñada por Totten y más tarde se convirtió en Southern Vermont College.

La casa fue diseñada por George Oakley Totten Jr., un graduado de la École des Beaux-Arts de París, uno de los arquitectos más prolíficos y hábiles de Washington D. C. en la Edad Dorada. La casa fue construida como residencia de invierno para Everett, quien buscaba ingresar a la sociedad en la capital de la nación.
"A medida que uno pasa por la fachada neoclásica, las habitaciones saltan del estilo barroco al otomano, del renacimiento al Art Nouveau, manteniendo cuidadosamente su integridad individual entre sí".
Después de la muerte de Everett, su viuda, Grace Burnap, acercó al gobierno turco y se ofreció a alquilarles la mansión. Totten, el arquitecto de la casa, había pasado un breve período en Turquía como arquitecto oficial del sultán otomano Abdul Hamid II. El embajador turco, Munir Ertegun, se mudó con su familia en 1934. Varios años más tarde, compraron la mansión, completamente amueblada con las antigüedades de Everett, incluida la porcelana de Sèvres y los tapices gobelinos en las paredes.

### Manifestación de 2017
El 16 de mayo de 2017, decenas de manifestantes pacíficos fueron agredidos por funcionarios de seguridad turcos. El presidente turco, Recep Tayyip Erdoğan, al visitar la residencia del embajador que se encuentra en Sheridan Circle, observó los enfrentamientos desde la distancia.

## Galería

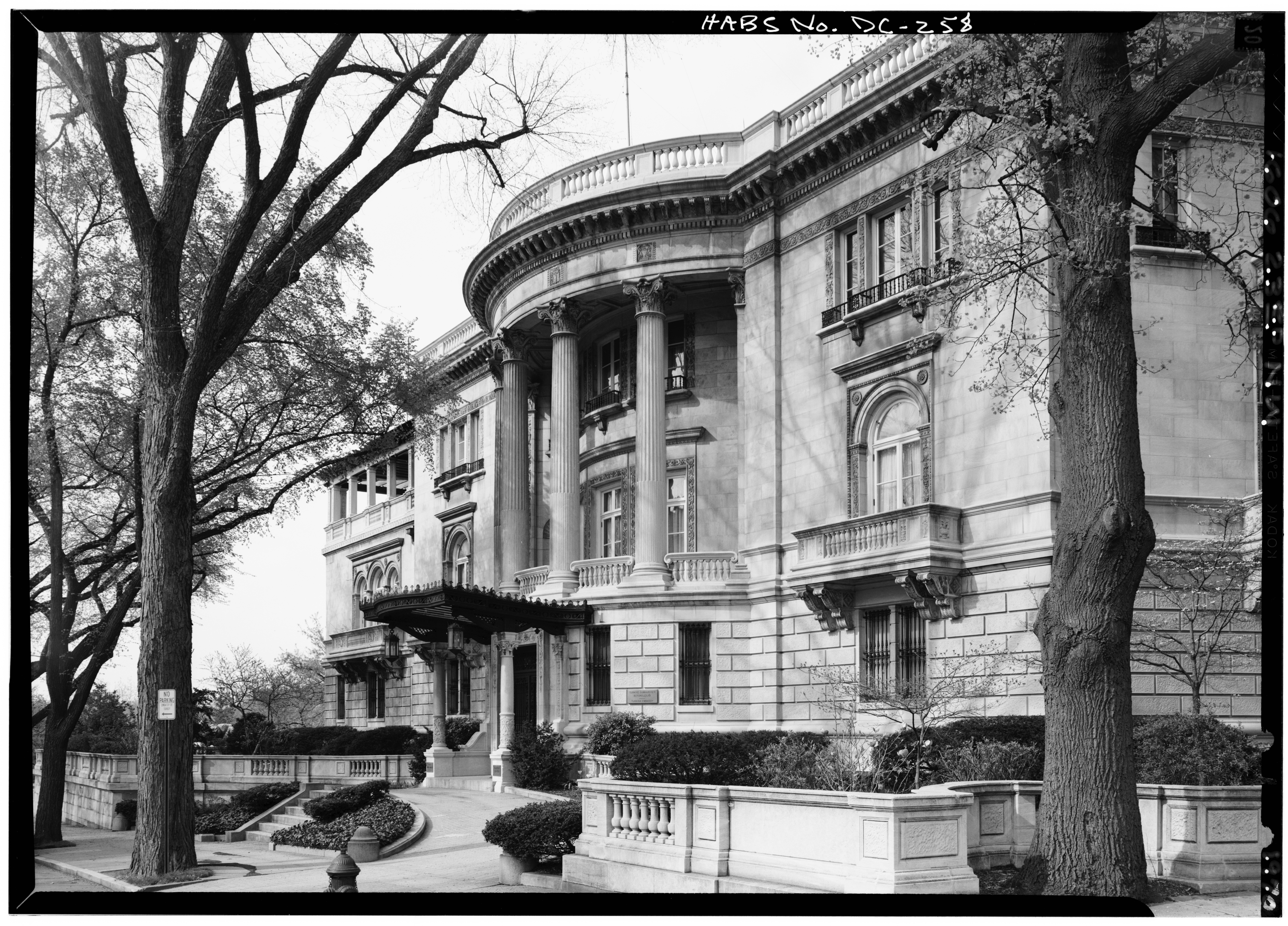
Vista de la casa desde Sheridan Square
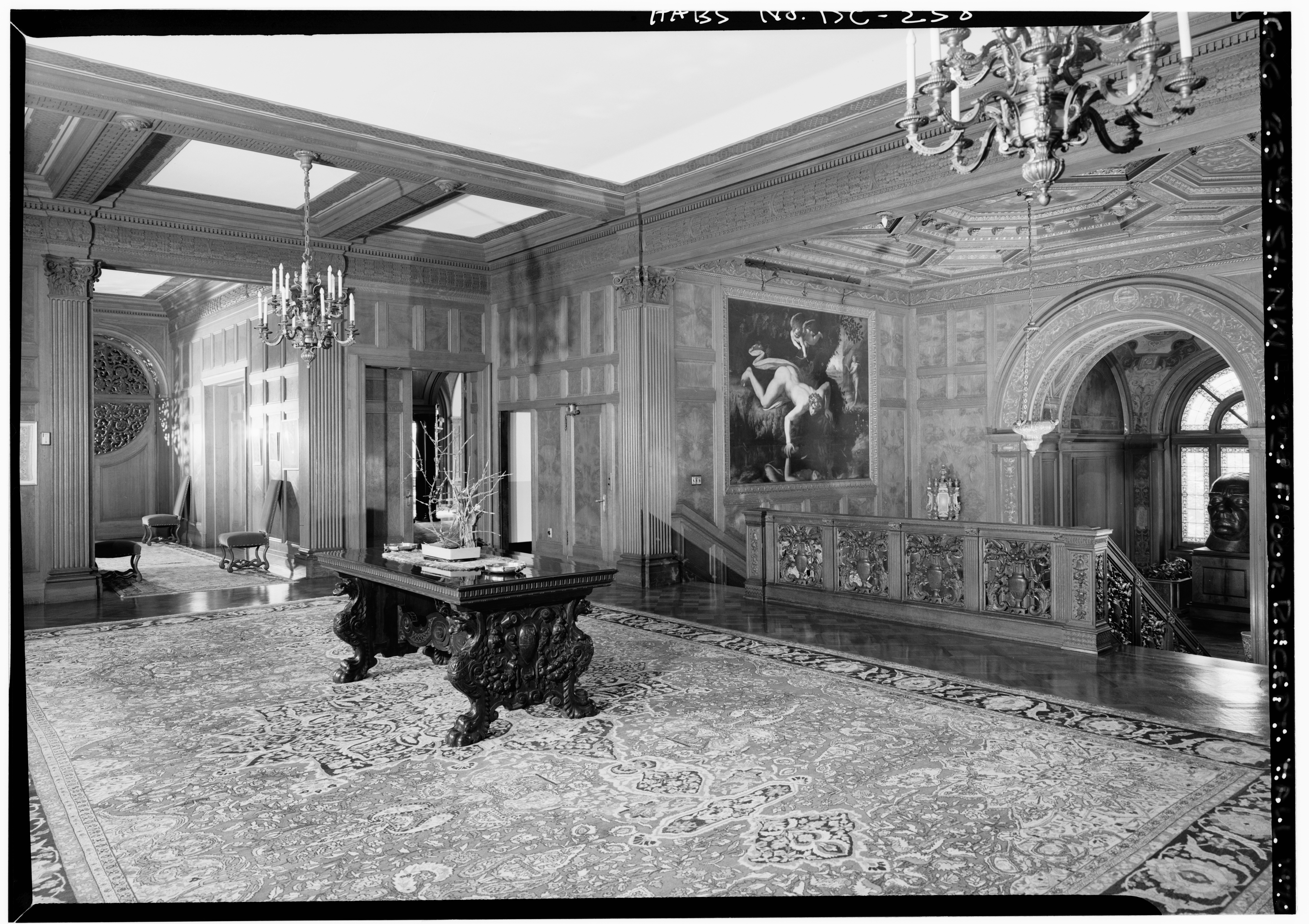
Salón de recepción del segundo piso
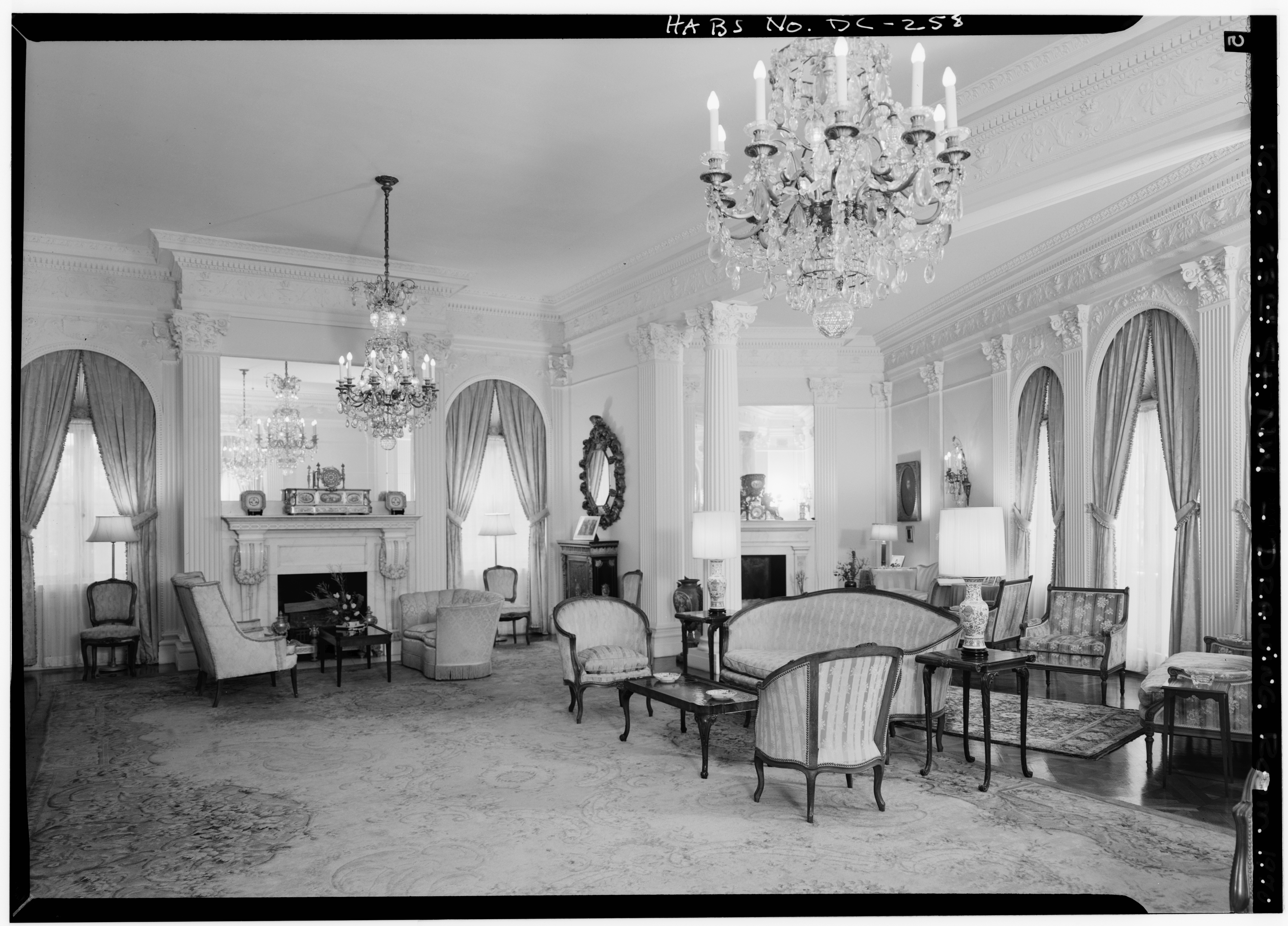
Salón del segundo piso
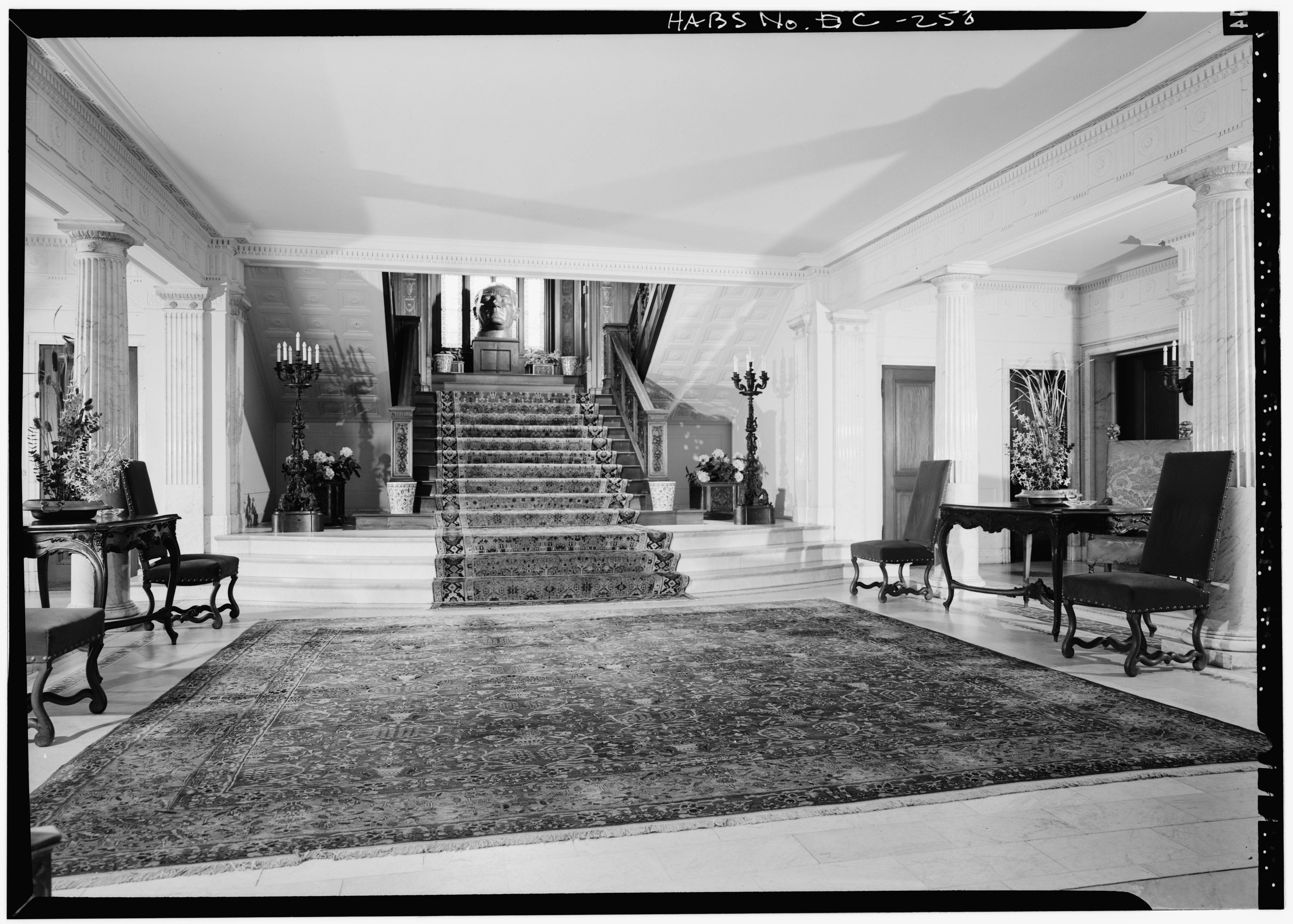
Hall de entrada de la planta baja
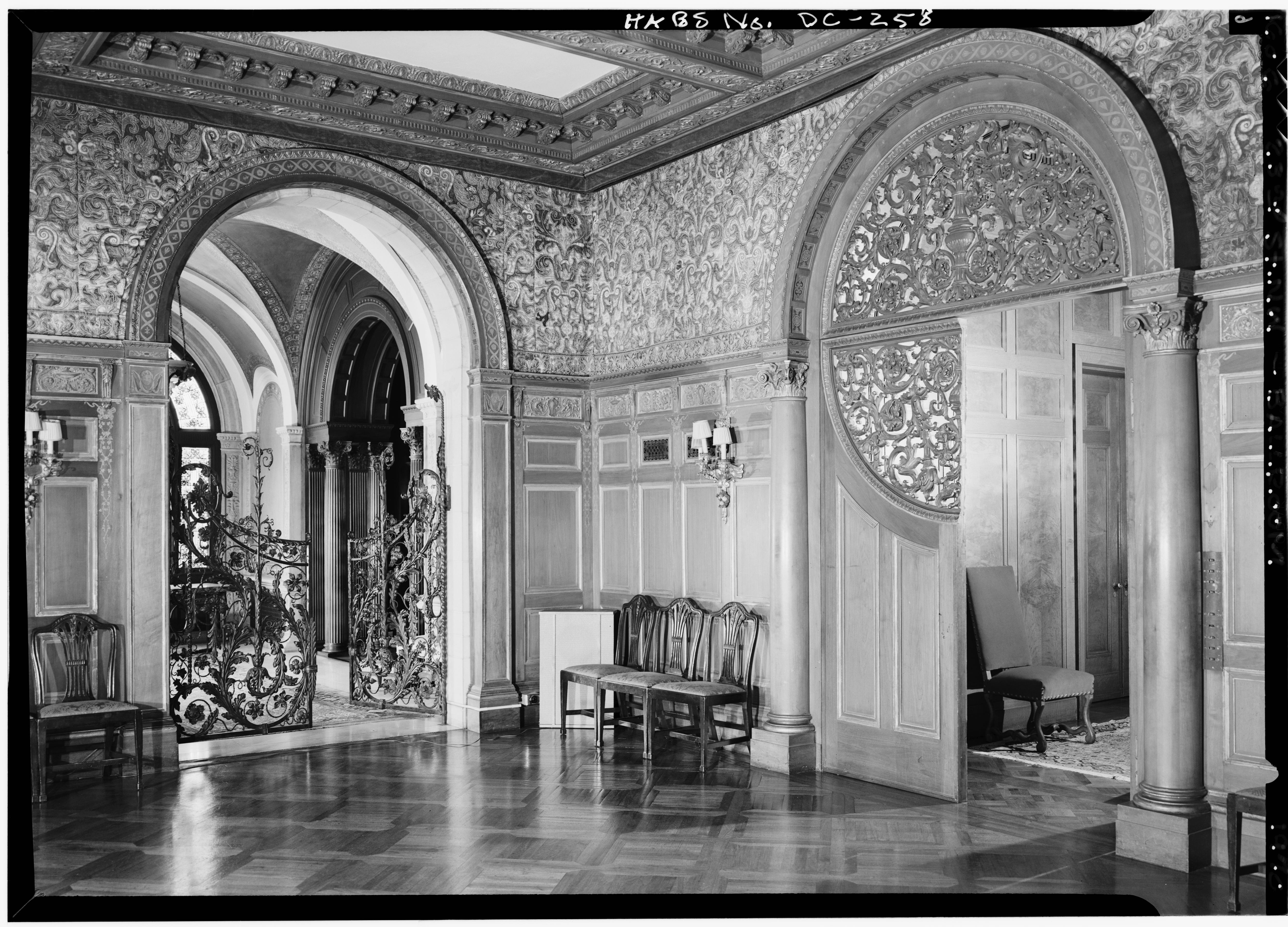
Vista desde el comedor
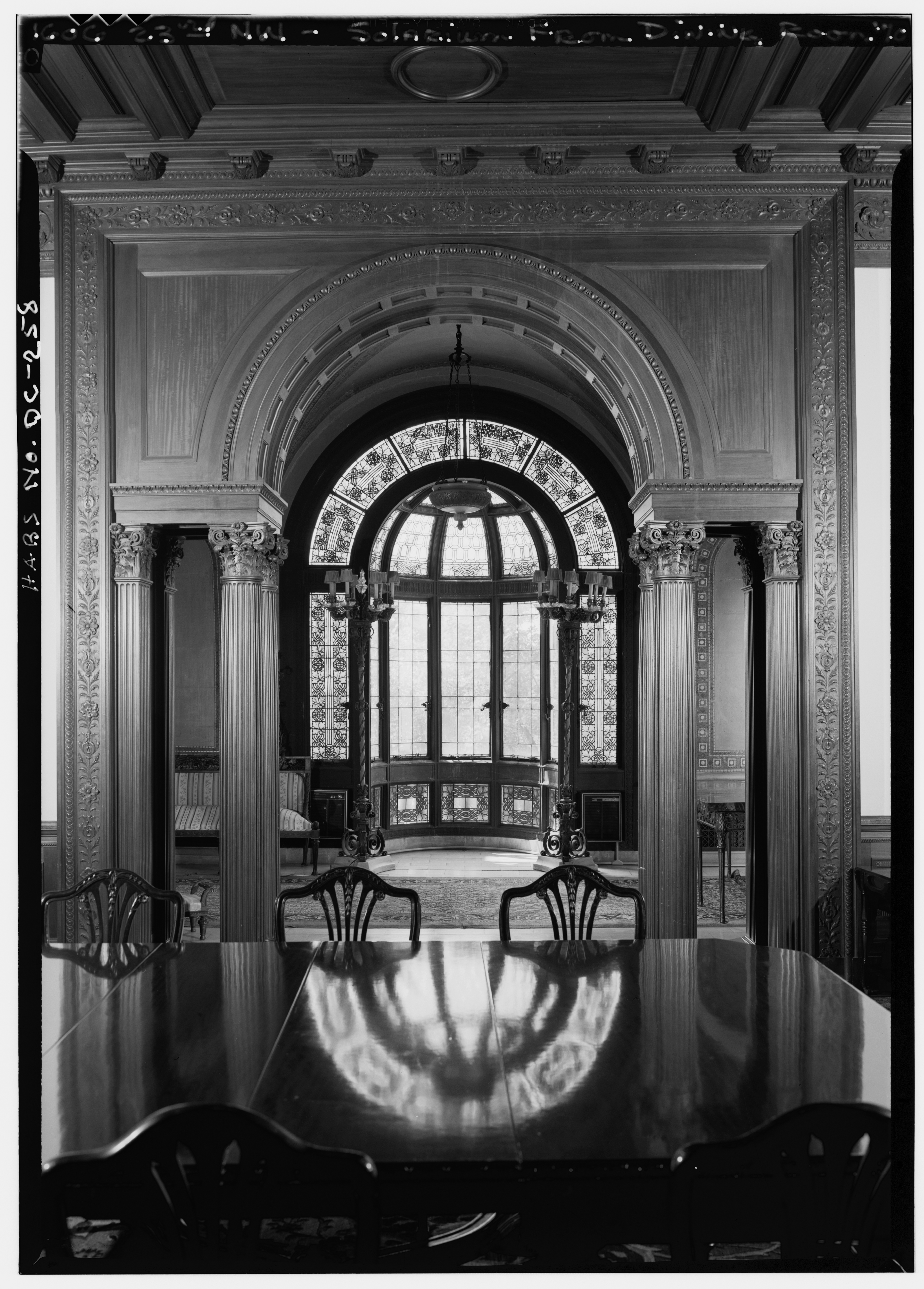
Vista desde el comedor